# Rossville (Geòrgia)
Rossville és una població dels Estats Units a l'estat de Geòrgia. Segons el cens del 2000 tenia 3.511 habitants.

## Demografia
Segons el cens del 2000, Rossville tenia 3.511 habitants, 1.507 habitatges, i 955 famílies. La densitat de població era de 753,1 habitants/km².
Dels 1.507 habitatges en un 29,6% hi vivien nens de menys de 18 anys, en un 39,9% hi vivien parelles casades, en un 19% dones solteres, i en un 36,6% no eren unitats familiars. En el 32,6% dels habitatges hi vivien persones soles el 16,4% de les quals corresponia a persones de 65 anys o més que vivien soles. El nombre mitjà de persones vivint en cada habitatge era de 2,26 i el nombre mitjà de persones que vivien en cada família era de 2,85.
Per edats la població es repartia de la següent manera: un 24,6% tenia menys de 18 anys, un 8,9% entre 18 i 24, un 26,7% entre 25 i 44, un 19,4% de 45 a 60 i un 20,4% 65 anys o més.
L'edat mediana era de 37 anys. Per cada 100 dones de 18 o més anys hi havia 74,5 homes.
La renda mediana per habitatge era de 23.612 $ i la renda mediana per família de 29.423 $. Els homes tenien una renda mediana de 26.346 $ mentre que les dones 21.875 $. La renda per capita de la població era de 14.175 $. Entorn del 16,6% de les famílies i el 20,3% de la població estaven per davall del llindar de pobresa.

## Poblacions més properes
El següent diagrama mostra les poblacions més properes.